# Ronald van Assen
Ronald van Assen (Delft, 1 maart 1971) is een Nederlands schrijver en redacteur.
Van Assen is een zogenaamde veelschrijver en beheerst meerdere genres, hoewel zijn voorkeur uitgaat naar horror en fantasy. Qua horror wordt wel eens een vergelijking getrokken tussen zijn werk en dat van Stephen King.
Naast het schrijven van boeken en verhalen is Van Assen als ervaringsdeskundige voorlichter bij Stichting KernKracht en ambassadeur van Mind. Via deze organisaties deelt hij zijn ervaringen met persoonlijkheidsstoornissen.

## Biografie
Ronald van Assen is  in 1971 in Delft geboren, waar hij ook opgroeide. Hij stichtte een gezin en werkte als IT-er. Rond zijn veertigste werd hij gediagnosticeerd met een persoonlijkheids- en een bipolaire stoornis. Deze diagnose en daaropvolgende behandelingen waren bepalend voor zijn levensbeeld en carrière.
Hij begon met schrijven als therapie, om te leren omgaan met de angsten en wantrouwen die tot zijn veertigste zijn leven hadden beheerst. De behoefte zijn ervaringen met de buitenwereld te delen werd een belangrijke drijfveer.   

### Boeken
Het therapeutisch schrijven beviel hem zozeer dat hij besloot boeken te gaan schrijven. In 2014 verschenen 40 Dagen, 40 Angsten en Bijbelse Psychiatrie. Dit zijn psychologische ervaringsboeken waarin Van Assen zijn ervaringen van het leven met een persoonlijkheidsstoornis beschrijft. Het volgende jaar verschenen de detective Het lijk op Jaffa en de jeugdroman De acht poorten, waarin Van Assen zijn kennis binnen de psychiatrie combineert met spannende verhalen. De acht poorten was het eerste deel van de trilogie Ron & Geertje, een serie van zich in Delft afspelende avonturenromans.
In 2016 verscheen onder meer de horrorroman Het meisje in het riet, waarin Van Assen zijn ervaringen met psychoses gebruikte. Dat jaar verscheen ook Spiegels kunnen niet liegen, een bundel met zesentwintig korte horrorverhalen, waarin hij met zijn kennis van angsten de lezer schrik probeert aan te jagen.
Sinds 2015 schrijft hij vrijwel wekelijks een blog. Deze werden in 2017 gebundeld in Psycholatuur, uitgegeven bij Godijn Publishing die sinds dat jaar Van Assens vaste uitgever is.
De tweede deel van de Ron & Geertje-trilogie volgde in 2020 in de vorm van Een boodschap uit het verleden. Deze roman is geïllustreerd met schilderijen van de auteur zelf. De trilogie werd het volgende jaar afgesloten met Het gevaar van het water. Alle drie de boeken bevatten ook wandelroutes in Delft die de lezer langs plekken uit het verhaal voert. Van Assen geeft aan de hand van de trilogie regelmatig lezingen over de geschiedenis van Delft. 
Sinds 2021 is Van Assen vaste columnist op EditieGroeneHart. Hij schrijft voor deze lokale nieuwssite onder andere het vervolgverhaal Belle van Bodegraven dat zich afspeelt aan het eind van de achttiende eeuw in de omgeving van Bodegraven.
In 2023 verscheen De schaduw van Laela. Met deze opvolger van De tranen van de eenhoorn combineert Van Assen zijn werk als ervaringsdeskundige met dat van auteur. In 2024 laat hij een van de bewoners van het 17e-eeuwse Delft een hoofdrol spelen in de historische thriller Klimop en waterlelie. Een persoon die we volgens Van Assen tegenwoordig als "iemand met verward gedrag" zouden bestempelen.
In oktober 2024 reisde Van Assen af naar Friesland om de omgeving te ontdekken uit zijn verhaal De genadige grietman. Hij ging op zoek naar wat er nog te vinden is uit de tijd waarin het verhaal speelt. Van zijn zoektocht maakte hij de documentaire Op zoek naar de Genadige Grietman.

### Ervaringsdeskundige
Van Assen is sinds zijn diagnose openhartig over zijn verleden met zijn psychische stoornissen en de wijze waarop hij ermee heeft leren omgaan. Hij schrijft zijn ervaringen niet alleen in boeken, maar is ook als spreker actief. Zo verzorgde hij in 2017 in zijn woonplaats de inleiding bij de solo-theatervoorstelling PAAZ (een verwijzing naar Psychiatrische Afdeling Algemeen Ziekenhuis) van Yora Rienstra. Van Assen ging als ervaringsdeskundige dieper in op zijn eigen ervaringen binnen de GGZ en vertelde hoe de theatervoorstelling verwezenlijkt was (Rienstra had zich experimenteel laten opnemen) en wat hij in de voorstelling herkende. In 2023 werkte hij mee aan een webinar van het Arbeidsdeskundig Kennis Centrum over destigmatiserende dienstverlening aan mensen met een psychische kwetsbaarheid.
Van Assen is voorts voorlichter bij Stichting KernKracht en ambassadeur van Mind. Hij was ook ambassadeur van de in 2021 opgeheven Stichting Samen Sterk zonder Stigma en eindredacteur van het door hen uitgegeven Tzitzo magazine. Dit was met slechts drie nummers echter een kort leven beschoren.

### Romans en verhalenbundels
- 2024: Klimop en waterlelie, historische thriller (Godijn Publishing)
- 2024: Bij de psycholoog, hulpboek (Nieuwezijds B.V.). Bijdrage in de vorm van verschillende ervaringsverhalen.
- 2023: Fatale verhouding, thriller (Godijn Publishing)
- 2023: De schaduw van Laela, fantasy (Godijn Publishing)
- 2022: Tweevoudige Duisternis, suspense-roman (Godijn Publishing)[2]
- 2021: Sluimerend kwaad, horror (Godijn Publishing)
- 2021: Het gevaar van het water, avonturenroman (Godijn Publishing). Deze roman is het derde deel van de Ron & Geertje trilogie, voorafgegaan door respectievelijk De acht poorten en Een boodschap uit het verleden.[8]
- 2020: De tranen van de eenhoorn, fantasy (Godijn Publishing)
- 2020: Een boodschap uit het verleden, avonturenroman (Godijn Publishing). De roman is geïllustreerd met schilderijen die door de auteur zijn gemaakt.[7]  Het boek is een vervolgroman van De acht poorten.
- 2020: De acht poorten, avonturenroman (Godijn Publishing)[21]
- 2018: Jelena - De onbekende held, oorlogsroman (Godijn Publishing)
- 2017: Psycholatuur, bundel met 122 blogs (Lecturium)
- 2016: De tranen van de Eenhoorn, fantasy (Free Musketeers)
- 2016: Spiegels kunnen niet liegen, bundel met korte horrorverhalen (Free Musketeers)
- 2016: Een boodschap uit het verleden, avonturenroman (Free Musketeers)
- 2016: Het meisje in het riet, horror (Free Musketeers)
- 2015: De 8 Poorten, avonturenroman (Free Musketeers)
- 2015: Het lijk op Jaffa, detective (Boekscout). Een roman over een rechercheur die tijdens zijn carrière PTSS oploopt.
- 2014: Bijbelse Psychiatrie, studie psychiatrie/theologie (Boekscout)
- 2014: 40 Dagen 40 Angsten, ervaringsverhalen (Tobi Vroegh)

### Korte verhalen
- 2025: Vrouwe Helga ('Zwart' van Godijn Publishing)
- 2024: Doe-het-zelvers ('Waar verberg ik het lijk' van Godijn Publishing)
- 2023: Vlucht AK1689 ('Charlatans' van Godijn Publishing)
- 2023: Alles of niets ('Bevrijdingsdag' van Godijn Publishing)
- 2022: Twintig jaar na dato (‘Louterend vuur’ van Godijn Publishing)
- 2022: De witte stad (‘Louterend vuur’ van Godijn Publishing)
- 2022: Vlucht naar de vrijheid (‘Afvalligen’ van Godijn Publishing)
- 2022: Belevenissen van een Smorgel (‘Bekroning’ van Godijn Publishing)
- 2021: Een jaar met meerdere gezichten (‘Oh, wat een (geweldig) jaar!’ van Joylen Creations)
- 2021: Kerst miscommunicatie (‘Feestdagen kriebels’ van Joylen Creations)
- 2021: Gedoemd om te baren (‘Morietur in armis’ van Godijn Publishing)
- 2021: Kom van dat dak af (‘Vakantie blunders’ van Joylen Creations)
- 2021: Bezoekuur (‘De Fatale Date’ van Uitgeverij Quarantaine)
- 2021: Gevangen in de tijd (‘Nevelkinderen’ van Godijn Publishing)
- 2021: Zwarte mist, fantasy (Godijn Publishing)
- 2021: Een open boek (‘Welkom in mijn hoofd’ van Tobi Vroegh)
- 2020: De Paardenburgh ('Voor de duvel niet bang' van 18.02 publishing)
- 2019: Drink maar lekker op ('DOOD door ONSCHULD' van Uitgeverij LetterRijn)
- 2019: De strijd van Etta ('Et Ille' van Godijn Publishing)
- 2019: De wraak van Minneke ('Onthullingen' van Godijn Publishing)
- 2019: Een klein gebaar ('Nachtwakers' van Godijn Publishing)
- 2018: Janneke van Paesloo ('Odi et Amo' van Godijn Publishing)
- 2018: Soms is de waarheid te gruwelijk ('Aangenaam' van Godijn Publishing)
- 2018: Vraag van kater Frits (Dierenkrant 't Lopend Vuurtje)
- 2017: Lief zusje - Klein kreng ('Droomverhalen' van Uitgeverij AquaZZ)
- 2017: De genadige grietman ('Anno Domini 892' van Godijn Publishing)
- 2017: Mijn Liefste ('Laten we het over de liefde hebben' van Heel Nederland Schrijft)
- 2016: Kijk eens in de ogen van mijn poppetjes ('Het Cadeau' van Schrijverspunt)